# Mauro Tassotti
Mauro Tassotti (19. leden 1960, Řím, Itálie) je bývalý italský fotbalový obránce a reprezentant Itálie. Po fotbalové kariéře působil jako asistent trenéra.
Jako hráč, spolu s Baresim, Maldinim a Costacurtou tvořil obranu AC Milán v pozdních osmdesátých let a poloviny devadesát let. Od roku 1980 do roku 1997 hrál v klubu Rossoneri 17 let, poté do roku 2016 zastával post jako trenér mládeže (primavera), asistenta trenéra a konzultanta dlouhých 36 let, což je absolutní rekord v historii klubu .
Má stříbrnou medaili z MS 1994 s reprezentací Itálie. Na klubové úrovni má tři vítězství v LM (1988/89, 1989/90 a 1993/94), dvě vítězství v Interkontinentálního poháru (1989 a 1990). Také má pět titulů v lize (1987/88, 1991/92, 1992/93, 1993/94, 1995/96).
Na MS 1994 v USA dostal 8-zápasový trest za zranění loktem Španěla Luise Enriqueho. Byl to nejtvrdší trest v historii světových šampionátů až do 24. 6. 2014, kdy ho překonal 9-zápasový distanc pro Uruguayce Luise Suáreze za pokousání Itala Giorgia Chielliniho na Mistrovství světa ve fotbale 2014 v Brazílii.

## Kariéra

### Hráčská

#### Klubová

##### Lazio
První zápas odehrál 5. listopadu 1978 v 18 letech proti Ascoli. Do konce sezony ještě přidal 13 utkání. V další sezoně již nastoupil na 27 utkání, ale kvůli uplácení bylo Lazio odsouzeno k sestupu do druhé ligy.

##### Milán
Dne 1. července 1980 přestoupil do Milána. Ten také hrál ve druhé lize kvůli uplácení z minulé sezony. Ze začátku své kariéry byl známý jako velmi tvrdý obránce. Až s příchodem trenéra Sacchiho se stal skvělým obráncem. Též plnil funkci zástupce kapitána.
Prvním úspěchem byla sezona 1987/88, když s klubem vyhrál titul. Pak následovali trofeje za vítězství poháru PMEZ 1988/89 a poté i obhajoba PMEZ 1989/90. Ale nejdůležitějším vítězstvím v kariéře bylo ve finále LM 1993/94 když zvedal trofej jako kapitán mužstva .
V jeho posledních sezónách v kariéře byl používán méně kvůli jeho postupujícímu věku a také díky talentu Panucciho který hrál na jeho pozici. Spolu se svým spoluhráčem Baresim odešel Tasso po sezoně 1996/97 do fotbalového důchodu. Jeho poslední zápas byl 1. června doma proti Cagliari v nebývalé roli středního záložníka . Za 'Rossoneri hrál 17 sezon a nastoupil celkem do 583 utkání a vstřelil celkem 10 branek.

#### Reprezentační

##### Italská fotbalová reprezentace do 21 let
Zúčastnil se dvou ME do 21 let (1980 a 1982). Vždy byl vyřazen ve čtvrtfinále. Zahrál si i na OH 1988, kde obsadil 4. místo.

##### Italská fotbalová reprezentace
Tasso si odbyl premiéru v národním dresu Itálie na kvalifikačním zápase pro MS 1994 14. října 1992 proti Švýcarsku (2:2) . Bylo mu 32 let a stal se nejstarším debutantem v historii Itálie .
Při přátelském utkání 3. června 1994 proti Švýcarsku (1:0) nastoupili v obraně od začátku zápasu se spoluhráče mi z Milána. I díky souhře se spoluhráči byl pozván trenérem Sacchim na MS 1994. Odehrál dva zápasy v základní sestavě. Po finálové prohře proti Brazílii (2:3 na penalty) ukončil reprezentační kariéru. Jeho poslední zápas byl ve čtvrtfinále proti Španělsku (2:1) . V něm udeřil loktem protihráče Luise Enrique v pokutovém území když se rozhodčí nedíval, ale po televizním prozkoumání dostal od FIFA 8 zápasový distanc .

### Trenérská
Svou trenérskou kariéru zahájil u Rossoneri sektoru mládeže: od roku 1997 do roku 2001 byl ředitelem Primavery. Od 14. března 2001 do 13. ledna 2014 se stal asistentem trenéra u dospělých. Byl asistentem trenérů: Alberto Zaccheroni, Cesare Maldini, Carlo Ancelotti, Leonardo, Massimiliano Allegri, Clarence Seedorf a Filippo Inzaghi. 15. ledna 2014 vedl jeden zápas jako hlavní trenér. Pak pracoval jako pozorovatel pro vývoj mládeže a 12. července 2016 ukončil smlouvu, čímž opustil Rossoneri po 36 letech , aby mohl dělat asistenta u trenéra Ševčenka, který vedl národní tým Ukrajiny. Dne 7. listopadu 2021 doprovodil Ševčenka do Janova.

## Statistiky

### Klubové
| Sezóna          | Klub            | Liga            | Liga   | Liga | Ligové poháry | Ligové poháry | Ligové poháry | Kontinentální poháry | Kontinentální poháry | Kontinentální poháry | Celkem | Celkem |
| Sezóna          | Klub            | Soutěž          | Zápasy | Góly | Soutěž        | Zápasy        | Góly          | Soutěž               | Zápasy               | Góly                 | Zápasy | Góly   |
| --------------- | --------------- | --------------- | ------ | ---- | ------------- | ------------- | ------------- | -------------------- | -------------------- | -------------------- | ------ | ------ |
| 1977/78         | Lazio           | Serie A         | 0      | 0    | IP            | 0             | 0             | PU                   | 0                    | 0                    | 0      | 0      |
| 1978/79         | Lazio           | Serie A         | 14     | 0    | IP            | 1             | 0             |                      | 0                    | 0                    | 15     | 0      |
| 1979/80         | Lazio           | Serie A         | 27     | 0    | IP            | 5             | 0             | -                    | 0                    | 0                    | 32     | 0      |
| Celkem za Lazio | Celkem za Lazio | Celkem za Lazio | 41     | 0    | -             | 6             | 0             | -                    | 0                    | 0                    | 47     | 0      |
| 1980/81         | Milán           | Serie B         | 33     | 0    | IP            | 3             | 0             | -                    | 0                    | 0                    | 36     | 0      |
| 1981/82         | Milán           | Serie A         | 24     | 0    | IP            | 4             | 0             | Stř.P                | 5                    | 0                    | 33     | 0      |
| 1982/83         | Milán           | Serie B         | 32     | 0    | IP            | 9             | 1             | -                    | 0                    | 0                    | 41     | 1      |
| 1983/84         | Milán           | Serie A         | 30     | 1    | IP            | 7             | 0             | -                    | 0                    | 0                    | 37     | 1      |
| 1984/85         | Milán           | Serie A         | 24     | 1    | IP            | 10            | 0             | -                    | 0                    | 0                    | 34     | 1      |
| 1985/86         | Milán           | Serie A         | 28     | 0    | IP            | 6             | 0             | PU                   | 6                    | 0                    | 42     | 0      |
| 1986/87         | Milán           | Serie A         | 24+1   | 1    | IP            | 4             | 0             | -                    | 0                    | 0                    | 29     | 1      |
| 1987/88         | Milán           | Serie A         | 28     | 0    | IP            | 7             | 0             | PU                   | 4                    | 0                    | 39     | 0      |
| 1988/89         | Milán           | Serie A         | 30     | 2    | IP+IS         | 3+1           | 0             | PMEZ                 | 9                    | 0                    | 43     | 2      |
| 1989/90         | Milán           | Serie A         | 29     | 3    | IP            | 2             | 0             | PMEZ+ES+IP           | 7+2+1                | 0                    | 41     | 3      |
| 1990/91         | Milán           | Serie A         | 28     | 0    | IP            | 2             | 0             | PMEZ+ES+IP           | 4+2+1                | 0                    | 37     | 0      |
| 1991/92         | Milán           | Serie A         | 33     | 0    | IP            | 5             | 0             | -                    | 0                    | 0                    | 38     | 0      |
| 1992/93         | Milán           | Serie A         | 27     | 0    | IP+IS         | 5+1           | 0             | LM                   | 9                    | 1                    | 42     | 1      |
| 1993/94         | Milán           | Serie A         | 21     | 0    | IP+IS         | 1+1           | 0             | LM+ES+IP             | 9+1+1                | 0                    | 34     | 0      |
| 1994/95         | Milán           | Serie A         | 12     | 0    | IP+IS         | 4+1           | 0             | LM+ES+IP             | 5+2+1                | 0                    | 25     | 0      |
| 1995/96         | Milán           | Serie A         | 15     | 0    | IP            | 2             | 0             | PU                   | 3                    | 0                    | 20     | 0      |
| 1996/97         | Milán           | Serie A         | 10     | 0    | IP+IS         | 1+0           | 0             | LM                   | 1                    | 0                    | 12     | 0      |
| Celkem za Milán | Celkem za Milán | Celkem za Milán | 429    | 8    | -             | 80            | 1             | -                    | 72                   | 1                    | 581    | 10     |
| Celkově         | Celkově         | Celkově         | 470    | 8    | -             | 86            | 1             | -                    | 72                   | 1                    | 628    | 10     |

### Reprezentační

#### Statistika na velkých turnajích
| Reprezentace | Rok     | Zápasy             | Zápasy | Zápasy        | Zápasy           | Zápasy           | Zápasy       |
| Reprezentace | Rok     | Fáze turnaje       | Datum  | Soupeř        | Odehraných minut | Vstřelené branky | Výsledek     |
| ------------ | ------- | ------------------ | ------ | ------------- | ---------------- | ---------------- | ------------ |
| Itálie       | OH 1988 | 1 zápas ve skupině | 17. 9. | Guatemala     | 90               | 0                | 5:2          |
| Itálie       | OH 1988 | 2 zápas ve skupině | 19. 9. | Zambie        | 90               | 0                | 0:4          |
| Itálie       | OH 1988 | 3 zápas ve skupině | 21. 9. | Irák          | 90               | 0                | 2:0          |
| Itálie       | OH 1988 | Čtvrtfinále        | 25. 9. | Švédsko       | 120              | 0                | 2:1prodl.    |
| Itálie       | OH 1988 | Semifinále         | 27. 9. | Sovětský svaz | 120              | 0                | 2:3 v prodl. |
| Itálie       | OH 1988 | Zápas o 3. místo   | 30. 9. | NSR           | 90               | 0                | 0:3          |
| Itálie       | MS 1994 | 1 zápas ve skupině | 18. 6. | Irsko         | 90               | 0                | 0:1          |
| Itálie       | MS 1994 | Čtvrtfinále        | 9. 7.  | Španělsko     | 90               | 0                | 2:1          |

## Úspěchy

### Hráčské

#### Národní
- vítěz italské ligy (5x)

Milán: 1987/88, 1991/92, 1992/93, 1993/94, 1995/96
- vítěz 2. italské ligy (2x)

Milán: 1980/81, 1982/83
- vítěz italského superpoháru (4x)

Milán: 1988, 1992, 1993, 1994

#### Kontinentální
- vítěz Ligy mistrů UEFA (3x)

Milán: 1988/89, 1989/90, 1993/94
- vítěz Evropského superpoháru (3x)

Milán: 1989, 1990, 1994
- vítěz Interkontinentálního poháru (2x)

Milán: 1989, 1990
- vítěz Středoevropského poháru (1x)

Milán: 1981/82

#### Reprezentační
- 1× na MS (1994 – stříbro)
- 1× na OH (1988)
- 2× na ME 21 (1980, 1982)